# Claverton (Cheshire)
Claverton – wieś w Anglii, w hrabstwie ceremonialnym Cheshire, w dystrykcie (unitary authority) Cheshire West and Chester. Leży 3 km na południe od miasta Chester i 264 km na północny zachód od Londynu. W 2001 miejscowość liczyła 7 mieszkańców.